# Beach House
Beach House je dream popové duo z Baltimore, Marylandu, založeno bylo v roce 2004. Členové kapely je ve Francii narozená Victoria Legrand a baltimorský rodák Alex Scally. Své první album, eponymní desku Beach House, vydali v roce 2006. Následují alba Devotion z roku 2008, Teen Dream r. 2010 a zatím poslední Bloom, vydané v roce 2012.

## Historie

### Zázemí aBeach House
Kapela byla založena v roce 2004 Alexem Scallym, který hraje na klávesy a kytaru, a zpěvačkou Victorií Legrand, která zpívá a hraje na varhany. Hudba kapely je tvořena hlavně varhany, naprogramovanými bicími a slide kytarou. „Pro nás je to výzva: Co uděláte, když jste jenom dva?“, sdělila Legrand serveru Pitchfork. „Jedním z důvodů proč je tohle pro mě natolik naplňující zkušenost je, že se dvěma lidmi v kapele je o tolik snazší dosáhnout úspěchů, které jsou vzrušující a zároveň nové“, doplnil Scally.
Píseň „Apple Orchard“ byla součástí MP3 nahrávky společnosti Pitchfork Media v srpnu roku 2006. V říjnu téhož roku bylo album Beach House vydáno společností Carpark Records. Pitchfork toto album zahrnul do svého žebříčku nejlepších alb, ve kterém se album umístilo na 16. místě.

### Devotiona ostatní projekty
Druhé album skupiny Beach House Devotion vyšlo 26. února roku 2008. Získalo totožný úspěch jako album předchozí a dostalo se i do žebříčku nejlepších alb roku 2008 serveru Pitchfork. 21. října 2008 vyšel singl s názvem „Used to Be“.
Beach House také nahráli cover písně „Play the Game“ od skupiny Queen u příležitosti vydání kompilace Dark Was The Night organizace Red Hot.
V roce 2009 nazpívala Legrand doprovodné vokály k písni „Two Weeks“ od indie rockové skupiny Grizzly Bear. S kapelou Grizzly Bear poté spolupracovala na písni „Slow Life“, která se objevila na soundtracku k filmu Twilight sága: Nový měsíc.

### Teen Dream
Teen Dream, 'dynamické a intenzivní' třetí album, bylo vydáno labelem Sub Pop 26. ledna 2010. V UK ho vydala společnost Bella Union a v Mexiku spol. Arts & Crafts. Album obsahuje novou verzi skladby „Used to Be“, která v roce 2008 vyšla jako singl. Singl „Norway“ byl dostupný zdarma ke stažení z oficiálních stránek kapely od 17. listopadu 2009; na iTunes byl představen jako singl týdne ode dne 12. ledna 2010.
Producentem alba byl Chris Coady (Yeah Yeah Yeahs, TV on the Radio, Grizzly Bear). Velmi dobrá hodnocení kritiků tohoto alba získala kapele velice širokou základnu fanoušků - na koncertech se objevili i například Jay-Z a Beyoncé.
Teen Dream se objevil v seznamu nejlepších alb roku 2010 serveru Pitchfork(No. 5)

### Bloom
7. března 2012 vypustila kapela novou skladbu „Myth“. Album s názvem Bloom vyšlo 15. května 2012 pod hlavičkou Sub Popu. Druhá píseň z tohoto alba s názvem „Lazuli“ vyšla jako singl dne 13. dubna 2012. Hudební video k této písni bylo vydáno 6. června 2012. Režíroval ho Allen Cordell, který také natočil video ke skladbě „Walk in the Park“ z alba Teen Dream. Další videoklip byl natočen k písni 'Wild'.

## Členové kapely

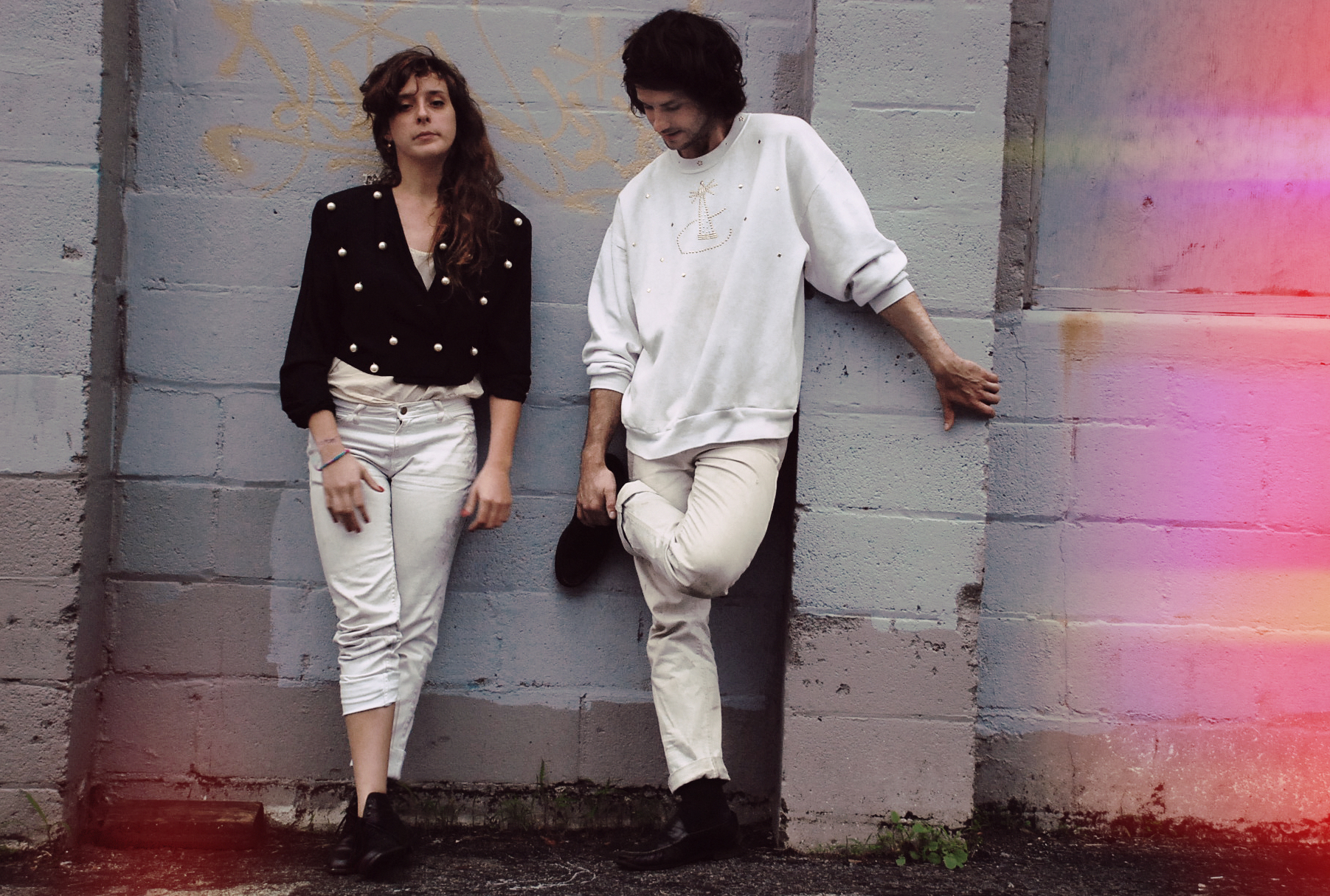
Beach House
- Victoria LeGrand - zpěv, klávesy
- Alex Scally - kytara, basová kytara, klávesy, doprovodné vokály

Muzikanti na turné
- Daniel Franz - bubny, perkuse

## Hudební styl a vlivy
Hlas Victorie Legrand bývá často přirovnáván k hlasu známé zpěvačky Nico. Někteří hudební znalci srovnávají její hlas se zpěvem psychedelické rockové zpěvačky Kendry Smith z kapely Opal. Kytarista Alex Scally hraje na kytaru Fender Stratocaster naladěnou v E♭ Tuning.
Mezi hudební vzory kapely patří This Mortal Coil, The Zombies, Maximilian Hecker, Brian Wilson, Françoise Hardy, Neil Young, Big Star a Chris Bell. Mezi další známé vlivy kapely patří folková skupina Tony, Caro and John. Beach House natočil píseň této kapely s názvem „Snowdon Song“, přejmenoval ji na „Lovelier Girl“ a vydal ji na eponymním albu bez jakéhokoliv připsání kreditů původní kapele. O několik měsíců později zažádal zpěvák oné kapely Tony Dore o připsání autorství.

## Živá vystoupení
Kapela koncertuje poměrně často. V březnu roku 2009 se kapela zúčastnila festivalu SXSW, který se pravidelně koná v Austinu v Texasu. V dubnu roku 2010 vystupovali na festivalu Coachella Music and Arts Festival ve městě Indio, Kalifornie. V červnu 2010 se kapela musela vypořádat s „technickými potížemi způsobenými přemírou MDMA“ během koncertu na festivalu Glastonbury. V srpnu roku 2010 společně koncertovali s kapelou Vampire Weekend na jejich turné k desce Contra. V roce 2010 se stali jedněmi z hlavních hvězd festivalu Austin City Limits. 20. prosince roku 2010 se skupina Beach House objevila v pořadu Conan.
Skupina Animal Collective vybrala kapelu Beach House na All Tomorrow's Parties festival, který se uskutečnil v květnu roku 2011, zároveň si je vybrala i kapela Portishead na stejný festival konaný v červenci 2011 v londýnském Alexandra Palace. 29. května 2011 vystoupili na festivalu Sasquatch! Music Festival. V červenci téhož roku odehráli koncert v japonském města Niigata na tamějším Fuji Rock hudebním festivalu. Na konci roku 2011 se kapela zúčastnila Treasure Island Music Festivalu. Hudebními hosty v Late Show with David Letterman se stali 18. května 2012. Nedlouho poté zahráli skladby „Myth“ a „Lazuli“ v pořadu Later... with Jools Holland Na Pitchfork Music Festivalu kapela vystoupila 15. července téhož roku. V Late Night with Jimmy Fallon se představili 26. července 2012 s písněmi „Wild“ a „Wishes“.

## Diskografie

### Alba
- Beach House (Carpark Records, 2006)
- Devotion (Carpark Records, 2008)
- Teen Dream (Sub Pop Records, 2010)
- Bloom (Sub Pop Records, 2012)
- Depression Cherry (Sub Pop Records, 2015)
- Thank Your Lucky Stars (2015)
- 7 (2018)
- Once Twice Melody (2022)

### Singly a EP
- „Apple Orchard“ (2006)
- „Master of None“ (2006)
- „Heart of Chambers“ (2008)[19]
- „Gila“ (2008)
- „You Came to Me“ (2008)
- „Used to Be“ (Carpark Records, 2009)
- „Norway“ (Bella Union, 2010)
- „Zebra EP“ (Sub Pop Records, 2010)
- iTunes Session (Sub Pop Records, 2010)
- „I Do Not Care For The Winter Sun“ (2010)
- „Myth“ (2012)
- „Lazuli“ (Sub Pop Records, 2012)
- „Wild“ (2012)
- „Wishes“ (2013)
- „Sparks“ (2015)
- „Space Song“ (2015)
- „Majorette“ (2015)
- „Lemon Glow“ (2018)